# Medonte (filho de Codro)
Medonte, filho de Codro, foi o primeiro arconte vitalício de Atenas, sucedendo a seu pai, Codro, o último rei de Atenas. Ele governou de 1069 a 1049 a.C..

## Família
Codro, filho de Melanto, filho de Andropompo, era o rei de Atenas durante as invasões dóricas, e sacrificou-se para salvar Atenas: o Oráculo de Delfos havia previsto que os heráclidas conquistariam Atenas se seu rei não fosse morto, então ele se disfarçou, provocou os invasores e foi morto por eles. Atenas aboliu o título de rei e passou a ser governada por arcontes, sendo o primeiro Medonte, filho de Codro.
Os dois filhos mais velhos de Codro, Medonte e Neleu, disputaram o governo, porque Neleu se recusava a ser governado pelo irmão, que era coxo; eles levaram a disputa ao Oráculo de Delfos, que entregou Atenas a Medonte. Neleu, com os outros filhos de Codro, emigraram, com um grupo de atenienses, mas cuja maioria era de jônios, junto com alguns tebanos sob o comando de Filotas, descendente de Peneleu, e alguns mínios de Orcómeno, que eram aparentados aos filhos de Codro, alguns fócios (exceto os de Delfos) e abântidas da Eubeia. Os navios para os fócios foram fornecidos por Philogenes e Damon, atenienses e filhos de Euctemon, e líderes da expedição.

## Arconte de Atenas
Em Atenas, até a morte de Codro, havia dois magistrados importantes: o basileu (rei) e o polemarco, o comandante das forças militares.[carece de fontes?] Com Medonte, foi introduzido o cargo de arconte, inicialmente vitalício, mas depois passou para o período de dez anos; alguns historiadores, porém, consideram que o cargo de arconte foi instituído com Acasto, filho de Medonte.

## Sucessão
Com sua morte, em 1049 a.C., o título de arconte de Atenas passou para seu filho, Acasto. Atenas teve arcontes vitalícios  e hereditários  por duzentos e nove anos, até Alcmeão, filho de Ésquilo, que morreu em 753 a.C.